# Niedergogarten
Niedergogarten ist ein ehemaliger Ort der Gemeinde Marienheide im Oberbergischen Kreis in Nordrhein-Westfalen.

## Lage und Beschreibung
Niedergogarten liegt im Nordwesten von Marienheide im Tal der Wipper an der Bundesstraße B256. Nachbarorte sind Krommenohl, Kempershöhe und Sattlershöhe.

## Geschichte
Die Karte Preußischen Uraufnahme von 1840 zeigt ein mit „EH“ (Eisenhammer) markiertes Mühlensymbol. In der topografische Karte (Preußische Neuaufnahme) von 1894 bis 1896 ist in Niedergogarten die Mühle als Fabrik gekennzeichnet. Auf gleicher Karte sind im Südosten der Ortschaft erstmals ein Steinbruch und eine Dynamitfabrik verzeichnet. Mit der topografischen Karte von 1947 wird die Dynamitfabrik nicht mehr vermerkt. Bis 1984 wird die Ortsbezeichnung Niedergogarten in den topografischen Karten geführt. Auf jüngeren Karten lautet die Ortsbezeichnung „Gogarten“.
Mit dem 1902 erfolgten Ausbau der Eisenbahnstrecke über Wipperfürth hinaus bis nach Marienheide, erhielt Niedergogarten den Haltepunkt „Gogarten“ an der Wippertalbahn. Güter- und Personenverkehr endeten mit der Einstellung des Bahnbetriebes auf dem Streckenabschnitt Wipperfürth Ost und Marienheide im Jahre 1985. Auf der Trasse wurde zwischen Marienheide und Wipperfürth ein Radweg angelegt.

## Busverbindungen
Über die an der Bundesstraße B256 gelegene Haltestelle Gogarten der Linie 336 (VRS/OVAG) ist Niedergogarten an den öffentlichen Personennahverkehr angebunden.